# Вагайский район
Вага́йский райо́н — административно-территориальная единица (район) и муниципальное образование (муниципальный район) в Тюменской области России.
Административный центр — село Вагай.

## География
Район расположен на юге Тюменской области, граничит на севере — с Уватским районом, на востоке — с Омской областью, на юго-востоке — с Викуловским районом, на юге — с Аромашевским, Сорокинским, Юргинским районами, на западе и северо-западе — с Ярковским и Тобольским районами области. Площадь территории — 18,4 тыс. км².
Главная река — Иртыш. Большая Супра, Киша — притоки Иртыша. Другие реки — Яузяк, Ашлык, Агитка — притоки Вагая. Территория района характеризуется обилием озёр. Самыми крупными считаются озёра Большой Уват, Ширшигуль, Карташево, Порай, Кульчан, Большой Тангуль, Арыкуль, Малый Уват, Щучье. В западной части района расположены озёра Урашное, Антипино, Дикое.

## Население
| 2002    | 2009    | 2010    | 2011    | 2012    | 2013    | 2014    |
| ------- | ------- | ------- | ------- | ------- | ------- | ------- |
| 24 561  | ↘23 484 | ↘22 539 | ↘22 499 | ↘21 870 | ↘21 433 | ↘21 277 |
| 2015    | 2016    | 2017    | 2018    | 2019    | 2020    | 2021    |
| ↘21 115 | ↘21 092 | ↘20 849 | ↘20 749 | ↘20 549 | ↘20 436 | ↘18 275 |
| 2023    |         |         |         |         |         |         |
| ↘17 943 |         |         |         |         |         |         |

### Национальный состав
| Народ                                             | 2002 год чел.  | 2010 год чел.  |
| ------------------------------------------------- | -------------- | -------------- |
| Русские                                           | 13525 (55,0 %) | 11537 (51,2 %) |
| Татары                                            | 10235 (41,7 %) | 8949 (39,7 %)  |
| Другие, в том числе не указавшие национальность   | 801 (3,3 %)    | 2053 (9,1 %)   |
| Показаны народы c численностью более 1000 человек |                |                |

## История
Вагайский район образован на основании постановления ВЦИК от 7 января 1932 года в составе Уральской области.
В район вошло 34 сельсовета из Дубровинского и Черноковского районов: Ашлыкский, Бакшеевский, Бегитинский, Бегишевский, Берёзовский, Быковский, Вагайский, Вершинский, Второсалинский, Домнинский, Дубровинский, Евстафьевский, Загваздинский, Казанский, Карагайский, Копотиловский, Лайминский, Ленинский, Малюгинский, Митькинский, Мысаевский, Первосалинский, Птицкий, Пузыревский, Ренчинский, Супринский, Сычёвский, Тукузский, Ушаковский, Фатеевский, Черёмуховский, Черноковский, Шестовский, Экстезерский.
Постановлениями ВЦИК от:
- 17 января 1934 года включён в состав Обско-Иртышской области.
- 7 декабря 1934 года передан из упразднённой Обско-Иртышской области в состав Омской области.

25 января 1935 года — во вновь образованный Дубровинский район переданы сельсоветы: Бекшеевский, Бегишевский, Берёзовский, Быковский, Второсалинский, Дубровинский, Загваздинский, Казанский, Карагайский, Мысаевский, Первосалинский, Ренчинский, Супринский, Фатеевский, Черемуховский, Экстезерский. В состав района вошли Александровский, Вагайский и Куларовский сельсоветы, переданные из Тобольского района. В связи с тем, что в районе стало два Вагайских сельсовета, один из них был переименован в Первовагайский, второй (переданный из Тобольского района) — во Второвагайский.
10 декабря 1935 г. вошёл в состав вновь образованного Тобольского административного округа.
4 декабря 1938 г. — Александровский сельсовет передан в Ярковский район.
14 августа 1944 года передан во вновь образованную Тюменскую область.
17 июня 1954 г. упразднены Евстафьевский, Ленинский, Малюгинский и Пузыревский сельсоветы. 22 мая 1958 г. Лайминский сельсовет переименован в Малюгинский. 28 мая 1960 г. Сычевский сельсовет переименован в Кордонский. 1 февраля 1963 г. район укрупнён с включением в его состав территории упразднённого Дубровинского района. 29 февраля 1964 г. упразднён Экстезерский сельсовет. 28 января 1971 г. образован Первомайский сельсовет. Бегитинский и Кордонский сельсоветы упразднены. 24 декабря 1974 г. образован Зареченский сельсовет. 31 января 1978 г. упразднён Копотиловский сельсовет. 17 октября 1979 г. упразднён Малюгинский сельсовет. 22 февраля 1982 г. Ашлыкский сельсовет переименован в Шишкинский, Митькинский — в Казанский. 5 ноября 1984 г. упразднены Второвагайский, Домнинский и Курьинский сельсоветы.

## Муниципально-территориальное устройство
В Вагайском муниципальном районе 19 сельских поселений, включающих 115 населённых пунктов:
| №  | Сельские поселения                | Админ. центр         | Количество населённых пунктов | Население | Площадь, км² |
| -- | --------------------------------- | -------------------- | ----------------------------- | --------- | ------------ |
| 1  | Аксурское сельское поселение      | село Аксурка         | 3                             | ↘371      | 1210,00      |
| 2  | Бегишевское сельское поселение    | село Бегишево        | 9                             | ↘752      | 730,00       |
| 3  | Вершинское сельское поселение     | деревня Осиновская   | 4                             | ↘1050     | 1870,00      |
| 4  | Дубровинское сельское поселение   | село Дубровное       | 13                            | ↘1079     | 530,00       |
| 5  | Зареченское сельское поселение    | посёлок Заречный     | 7                             | ↘1246     | 200,00       |
| 6  | Казанское сельское поселение      | село Казанское       | 3                             | ↘712      | 470,00       |
| 7  | Карагайское сельское поселение    | село Большой Карагай | 5                             | ↘772      | 1610,00      |
| 8  | Касьяновское сельское поселение   | село Касьяново       | 5                             | ↘350      | 170,00       |
| 9  | Куларовское сельское поселение    | село Куларово        | 8                             | ↘460      | 210,00       |
| 10 | Первовагайское сельское поселение | село Вагай           | 7                             | ↗5289     | 240,00       |
| 11 | Первомайское сельское поселение   | посёлок Первомайский | 7                             | ↘731      | 3000,00      |
| 12 | Птицкое сельское поселение        | село Птицкое         | 8                             | ↘454      | 530,00       |
| 13 | Супринское сельское поселение     | село Супра           | 6                             | ↘845      | 2030,00      |
| 14 | Тукузское сельское поселение      | село Тукуз           | 3                             | ↘1045     | 1180,00      |
| 15 | Ушаковское сельское поселение     | село Ушаково         | 2                             | ↘299      | 790,00       |
| 16 | Фатеевское сельское поселение     | село Фатеево         | 12                            | ↘225      | 870,00       |
| 17 | Черноковское сельское поселение   | село Чёрное          | 5                             | ↘971      | 1140,00      |
| 18 | Шестовское сельское поселение     | село Шестовое        | 6                             | ↘779      | 960,00       |
| 19 | Шишкинское сельское поселение     | село Шишкина         | 2                             | ↘513      | 660,00       |

### Населённые пункты
| №   | Населённый пункт   | Тип     | Население | Муниципальное образование         |
| --- | ------------------ | ------- | --------- | --------------------------------- |
| 1   | Абаул              | деревня | 319       | Карагайское сельское поселение    |
| 2   | Аксурка            | село    | 297       | Аксурское сельское поселение      |
| 3   | Аллагуловская      | деревня | 14        | Аксурское сельское поселение      |
| 4   | Араксул            | деревня | 62        | Дубровинское сельское поселение   |
| 5   | Ашлык              | село    | 114       | Шишкинское сельское поселение     |
| 6   | Баишевская         | деревня | 99        | Фатеевское сельское поселение     |
| 7   | Бегитино           | село    | 149       | Первомайское сельское поселение   |
| 8   | Бегишево           | село    | 247       | Бегишевское сельское поселение    |
| 9   | Бегишевское        | село    | 246       | Бегишевское сельское поселение    |
| 10  | Береговая          | деревня | 7         | Касьяновское сельское поселение   |
| 11  | Березовка          | деревня | 45        | Фатеевское сельское поселение     |
| 12  | Большая Плесовская | деревня | 36        | Черноковское сельское поселение   |
| 13  | Большой Карагай    | село    | 498       | Карагайское сельское поселение    |
| 14  | Бурлаки            | деревня | 16        | Зареченское сельское поселение    |
| 15  | Бушмина            | деревня | 119       | Птицкое сельское поселение        |
| 16  | Быкова             | деревня | 41        | Дубровинское сельское поселение   |
| 17  | Вагай              | село    | ↘4851     | Первовагайское сельское поселение |
| 18  | Вершинская         | деревня | 149       | Вершинское сельское поселение     |
| 19  | Веселинская        | деревня | 183       | Вершинское сельское поселение     |
| 20  | Второвагайское     | село    | 237       | Бегишевское сельское поселение    |
| 21  | Второсалинская     | деревня | 227       | Аксурское сельское поселение      |
| 22  | Выдумка            | деревня | 11        | Фатеевское сельское поселение     |
| 23  | Долговская         | деревня | 0         | Бегишевское сельское поселение    |
| 24  | Домнино            | село    | 34        | Зареченское сельское поселение    |
| 25  | Доронина           | деревня | 1         | Фатеевское сельское поселение     |
| 26  | Дубровное          | село    | ↘1187     | Дубровинское сельское поселение   |
| 27  | Еланская           | деревня | 34        | Карагайское сельское поселение    |
| 28  | Елань              | деревня | 5         | Куларовское сельское поселение    |
| 29  | Елань-Яр           | деревня | 25        | Дубровинское сельское поселение   |
| 30  | Ермаки             | деревня | 0         | Зареченское сельское поселение    |
| 31  | Журавлева          | деревня | 5         | Зареченское сельское поселение    |
| 32  | Заречный           | посёлок | 1382      | Зареченское сельское поселение    |
| 33  | Изюк               | деревня | 33        | Первовагайское сельское поселение |
| 34  | Индери             | деревня | 204       | Первомайское сельское поселение   |
| 35  | Инжура             | посёлок | 192       | Бегишевское сельское поселение    |
| 36  | Иртыш              | посёлок | 454       | Супринское сельское поселение     |
| 37  | Истомина           | деревня | 15        | Фатеевское сельское поселение     |
| 38  | Истяцкая           | деревня | 17        | Первомайское сельское поселение   |
| 39  | Ишаирская          | деревня | 83        | Карагайское сельское поселение    |
| 40  | Казанское          | село    | 449       | Казанское сельское поселение      |
| 41  | Карелина           | деревня | 0         | Первовагайское сельское поселение |
| 42  | Карелинское        | село    | 1         | Первовагайское сельское поселение |
| 43  | Каренгина          | деревня | 3         | Фатеевское сельское поселение     |
| 44  | Касьяново          | село    | 251       | Касьяновское сельское поселение   |
| 45  | Катангуй           | деревня | 48        | Дубровинское сельское поселение   |
| 46  | Киселева           | деревня | 49        | Куларовское сельское поселение    |
| 47  | Кобякская          | деревня | 225       | Бегишевское сельское поселение    |
| 48  | Комсомольский      | посёлок | 341       | Первомайское сельское поселение   |
| 49  | Копотилы           | село    | 23        | Черноковское сельское поселение   |
| 50  | Копылова           | деревня | 14        | Птицкое сельское поселение        |
| 51  | Кордон             | посёлок | 0         | Первомайское сельское поселение   |
| 52  | Кошкаин            | деревня | 12        | Фатеевское сельское поселение     |
| 53  | Красная Гора       | деревня | 25        | Дубровинское сельское поселение   |
| 54  | Криванкова         | деревня | 4         | Касьяновское сельское поселение   |
| 55  | Куларово           | село    | 341       | Куларовское сельское поселение    |
| 56  | Куларовское        | село    | 246       | Куларовское сельское поселение    |
| 57  | Кульмаметская      | деревня | 132       | Касьяновское сельское поселение   |
| 58  | Курья              | посёлок | 420       | Супринское сельское поселение     |
| 59  | Лаймы              | деревня | 168       | Шестовское сельское поселение     |
| 60  | Ламбина            | деревня | 11        | Бегишевское сельское поселение    |
| 61  | Луговая            | деревня | 59        | Дубровинское сельское поселение   |
| 62  | Лукина             | деревня | 20        | Дубровинское сельское поселение   |
| 63  | Лямчай             | деревня | 33        | Тукузское сельское поселение      |
| 64  | Малая Плесовская   | деревня | 14        | Черноковское сельское поселение   |
| 65  | Малобыкова         | деревня | 0         | Супринское сельское поселение     |
| 66  | Малые Конданы      | деревня | 89        | Птицкое сельское поселение        |
| 67  | Малый Уват         | деревня | 163       | Тукузское сельское поселение      |
| 68  | Малюгина           | деревня | 10        | Шестовское сельское поселение     |
| 69  | Межевая            | деревня | 4         | Птицкое сельское поселение        |
| 70  | Мирный             | посёлок | 110       | Первовагайское сельское поселение |
| 71  | Митькинское        | село    | 162       | Казанское сельское поселение      |
| 72  | Накуларова         | деревня | 11        | Куларовское сельское поселение    |
| 73  | Одинарская         | деревня | 320       | Вершинское сельское поселение     |
| 74  | Осиновская         | деревня | 645       | Вершинское сельское поселение     |
| 75  | Первомайский       | посёлок | 437       | Первомайское сельское поселение   |
| 76  | Первые Салы        | деревня | 0         | Супринское сельское поселение     |
| 77  | Петровщина         | деревня | 84        | Ушаковское сельское поселение     |
| 78  | Поварнина          | деревня | 4         | Фатеевское сельское поселение     |
| 79  | Полина             | деревня | 61        | Птицкое сельское поселение        |
| 80  | Полино-Ашлык       | деревня | 5         | Птицкое сельское поселение        |
| 81  | Полуянова          | деревня | 3         | Куларовское сельское поселение    |
| 82  | Птицкое            | село    | 429       | Птицкое сельское поселение        |
| 83  | Релка              | деревня | 28        | Дубровинское сельское поселение   |
| 84  | Ренчики            | деревня | 90        | Дубровинское сельское поселение   |
| 85  | Сивкова            | деревня | 2         | Зареченское сельское поселение    |
| 86  | Симонова           | деревня | 2         | Бегишевское сельское поселение    |
| 87  | Созонова           | деревня | 6         | Фатеевское сельское поселение     |
| 88  | Соснова            | деревня | 13        | Фатеевское сельское поселение     |
| 89  | Старый Погост      | деревня | 146       | Первовагайское сельское поселение |
| 90  | Степановка         | деревня | 32        | Шестовское сельское поселение     |
| 91  | Сулейменская       | деревня | 228       | Казанское сельское поселение      |
| 92  | Супра              | село    | 702       | Супринское сельское поселение     |
| 93  | Супринская         | деревня | 72        | Дубровинское сельское поселение   |
| 94  | Сухова             | деревня | 3         | Зареченское сельское поселение    |
| 95  | Сычево             | село    | 55        | Черноковское сельское поселение   |
| 96  | Тамбуряны          | деревня | 1         | Карагайское сельское поселение    |
| 97  | Томская            | деревня | 40        | Птицкое сельское поселение        |
| 98  | Трушникова         | деревня | 38        | Дубровинское сельское поселение   |
| 99  | Тукуз              | село    | 772       | Тукузское сельское поселение      |
| 100 | Ульяновка          | деревня | 81        | Первовагайское сельское поселение |
| 101 | Уфа                | деревня | 9         | Куларовское сельское поселение    |
| 102 | Ушаково            | село    | 400       | Ушаковское сельское поселение     |
| 103 | Фатеево            | село    | 193       | Фатеевское сельское поселение     |
| 104 | Чёрное             | село    | 1013      | Черноковское сельское поселение   |
| 105 | Шабры              | деревня | 14        | Фатеевское сельское поселение     |
| 106 | Шапошникова        | деревня | 5         | Дубровинское сельское поселение   |
| 107 | Шевелева           | деревня | 4         | Куларовское сельское поселение    |
| 108 | Шестовое           | село    | 367       | Шестовское сельское поселение     |
| 109 | Шишкина            | село    | ↗472      | Шишкинское сельское поселение     |
| 110 | Экстезерь          | деревня | 26        | Касьяновское сельское поселение   |
| 111 | Юлташи             | деревня | 27        | Супринское сельское поселение     |
| 112 | Юрмы               | деревня | 370       | Шестовское сельское поселение     |
| 113 | Янкова             | деревня | 43        | Шестовское сельское поселение     |
| 114 | Яркова             | деревня | 58        | Бегишевское сельское поселение    |

Упразднённые населённые пункты
- 2004 год были упразднены деревни Башуева, Бесчастнова, Большие Русаки, Дуброва, Ерши, Зенкова, Климова, Косинцева, Кулики, Ослина, Овсянникова, Пузыри, Чечнева, Шокурова и поселок Первомайка[21]. Деревни Большая Бакланова и Желнина включены в состав села Шишкина.

- 2008 год деревня Малькова была присоединена к поселку Заречный[22].

- 2013 год были упразднены деревня Раши Зареченского сельского поселения, деревня Осиновская Супринского сельского поселения и деревня Петухова Шестовского сельского поселения[23].

- Поселок Новопетрово — в 2015 году стал частью Аромашевского района Тюменской области, в составе Новопетровского сельского поселения.

## Достопримечательности

### Особо охраняемые природные территории
Региональные заказники:
- Тукузский (40 400 га) — 8-й по площади в регионе
- Супринский (28 800 га)

Региональные памятники природы:
- Система Черноковских озёр (3 472 га) — 2-й по площади в регионе
- Озеро Монастырское (1 278 га)
- Рахимовский (867 га)
- Полуяновский бор (555 га)
- Озеро Табан (180 га)
- Окрестности села Вагай (63 га)

### Объекты культурного наследия
- Баишевская астана — священное захоронение суфийского шейха Сулеймана Бакыргани (Хаким-Ата, 1104—1186)
- православный крест и памятный камень на предполагаемом месте гибели атамана Ермака (дер. Старый Погост в устье реки Вагай)

## Известные люди
- Сулейманов Булат Валикович — первый поэт из сибирских татар, уроженец д. Супра, член Союза писателей СССР
- Лаксман, Эрик — действительный член Петербургской академии наук, похоронен возле с. Сычёво на берегу реки Вагай.
- Сайфуллин Рустам Галиевич - полковник инженерных войск, Герой Российской Федерации